# Don Chicago
Don Chicago é um filme britânico de 1945, do gênero comédia, dirigido por Maclean Rogers e estrelado por Jackie Hunter, Joyce Heron e Claud Allister. Foi baseado em um romance de C. E. Bechhofer Roberts.

## Elenco
- Jackie Hunter ... Don Chicago
- Eddie Gray ... Policial
- Joyce Heron ... Kitty Mannering
- Claud Allister ... Lord Piccadilly
- Amy Veness ... Bowie Knife Bella
- Wylie Watson ... Peabody
- Don Stannard ... Ken Cressing
- Charles Farrell ... Don Dooley
- Finlay Currie ... Bugs Mulligan
- Cyril Smith ... Flash Kelly
- Ellen Pollock ... Lady Vanessa
- Moira Lister ... Operadora de telefonia
- Wally Patch ... Sargento